# KING of JTO
KING of JTO（キング・オブ・ジェー・ティー・オー）は、JTOが管理、認定している王座。

## 歴史
創設当初はチャンピオンベルトを制作せず他団体と異なるJTOルールによるランキング制度「JTOランキング」が発足された。
2020年8月14日、プロフェッショナルレスリングJUST TAP OUT（後のJTO）新木場1stRING大会で開催された「JTOトーナメント」に優勝したTAKAみちのくが初代王者になった。
2022年、有権者の協力でチャンピオンベルトが製作された。10月2日、所属選手が増えたことで2軍ランキング制度「J2ランキング」が発足された。

## JTOルール
- 勝敗はギブアップ、KO、レフェリーストップ、3ロストポイントによるTKO負け。時間切れの場合はロストポイントで決着。
- ロストポイントはロープエスケープ、ダウン、故意に場外に出たとレフェリーが認めた場合、悪質な反則行為とレフェリーが判断した場合。
- ダウンカウント、場外カウントはない。
- 退団または自己意志でランキングから抜けた場合は下位の選手が繰り上げとなる。
- ランキングマッチを長期間行わなかった選手はランクダウンまたは除外になって下位の選手が繰り上げとなる。
- 「JTOトーナメント」で王者が優勝を逃した場合は優勝者に王座が移動となる。

## 歴代王者
| 歴代   | 選手           | 戴冠回数 | 防衛回数 | 獲得日付       | 獲得場所 （対戦相手・その他） |
| ------ | -------------- | -------- | -------- | -------------- | ----------------------------- |
| 初代   | TAKAみちのく   | 1        | 6        | 2020年8月14日  | 新木場1stRING 田村ハヤト      |
| 第2代  | 武蔵龍也       | 1        | 2        | 2021年9月2日   | 後楽園ホール                  |
| 第3代  | KANON          | 1        | 2        | 2021年11月18日 | 後楽園ホール                  |
| 第4代  | 武蔵龍也       | 2        | 1        | 2022年3月4日   | 後楽園ホール                  |
| 第5代  | ヤス・ウラノ   | 1        | 1        | 2022年11月4日  | 後楽園ホール                  |
| 第6代  | 綾部蓮         | 1        | 1        | 2023年4月9日   | 新木場1stRING                 |
| 第7代  | 武蔵龍也       | 3        | 2        | 2023年7月17日  | 後楽園ホール                  |
| 第8代  | ファイヤー勝巳 | 1        | 2        | 2024年3月1日   | 後楽園ホール                  |
| 第9代  | KEITA          | 1        | 0        | 2024年11月1日  | 後楽園ホール 返上             |
| 第10代 | ファイヤー勝巳 | 2        | 1        | 2024年12月15日 | 高松シンボルタワー 夕張源太   |
| 第11代 | サンダー誠己   | 1        | 0        | 2025年7月11日  | 後楽園ホール                  |